# フォールリバー (マサチューセッツ州)
フォールリバー（英: Fall River）は、アメリカ合衆国マサチューセッツ州のブリストル郡にある都市。人口は9万4000人（2020年）。
マウントホープ湾の東海岸、トーントン川の河口に位置し、19世紀には国内繊維産業の中心都市として著名になった。その後の長い間に繊維産業は消えて行ったが、市の文化と景色に与えたその影響は今日も残っている。公式モットーは「我々は試す」であり、1843年の大火の後にその歴史がある。1958年にアービング・フラドキン博士がここで「ダラーズ・フォー・スカラーズ」という奨学金制度を設立したので、「奨学金都市」というニックネームもある。
フォールリバー市は、リジー・ボーデン、ポルトガル文化、数多い19世紀の繊維工場、戦艦入江で知られている。戦艦入江は第二次世界大戦の軍艦を集めたことでは世界最大であり、戦艦マサチューセッツが残されている。州間高速道路の真上に市役所があることでは国内唯一の都市である。
露出した滝が町の中心街の一部に落ち、半マイル足らずで中心街の外れに囲われた港湾に流れ込むという町は、アメリカ合衆国東海岸でフォールリバーだけである。市の東部にある保護森林の大部分に沿って2つの大きな湖（元は1つ）があるという事実でも特徴があり、そこは少し標高が高く、その湖からクィッカシャン川が流れ出て、市中心部を4キロメートル流れ、市の西部にある水深の深いマウントホープ湾とトーントン川入江に、推計1日98,000 m3の水を注いでいる。クィッカシャン川はかつて市の中心街を流れ、工場のために大きな水力を提供し、最後の半マイルで8段の急な滝が高低差39メートルを造り、マウントホープ湾の頭にあるトーントン川に流れ込んでいた。このように特徴ある地形と共にフォールリバー花崗岩石切場があるなど、東海岸では数少ない町の1つである。この巨大な水力と花崗岩が今日の市の形成に貢献してきた。

## 歴史

### 開拓初期
1620年にプリマス植民地が設立されたとき、この地域にはポカノケット・ワンパノアグ族インディアンが住み、現在のロードアイランド州ブリストルにあるマウントホープを中心にしていた。フォールリバーの名前の元になった「流れ落ちる」（滝の）川はクィッカシャン川であり、市内を流れ、急に落ちて湾に入っている。クィッカシャンはワンパノアグ族の言葉で「落ちる川」あるいは「飛び出し落ちる水」を意味すると考えられている。1960年代、州間高速道路195号線が、市内を通るクィッカシャン川の全長に沿って建設された。プリマス・アベニューの西側は一連の箱形廃水溝によって地下を通り、一方東側の「ミルポンド」部は道路の土手のために埋められた。
1653年、プリマス植民地のメンバーがアソネット湾にフリーマン購入地の一部としてフリータウンを設立した。その中には現在のフォールリバー市北部も入っていた。1683年、フリータウンは植民地の中の町として法人化された。現在のフォールリバー市南部は、1694年に、数年前にプリマス植民地を吸収したマサチューセッツ湾植民地の一部であるティバートンとして法人化された。1746年、ロードアイランド植民地との境界紛争が決着し、ティバートンはリトルコンプトンや現在のニューポート郡と共にロードアイランドに併合された。その境界線は現在のコロンビア通り辺りに置かれた。
1703フィリップ王戦争の英雄ベンジャミン・チャーチが、クィッカシャン川沿いに製材所と製粉所、縮充機を設立した。1714年、チャーチはその土地と水利権をティバートンのリチャード・ボーデンとその兄弟ジョセフに売却した。この権利移譲は100年後に大きな価値があることが分かった。ボーデン家はフォールリバーの繊維産業開発の指導者となった。
18世紀、この地域はほとんど小さな農園であり、人口も比較的少なかった。1778年、アメリカ独立戦争の一部としてフリータウンの戦いがおこり、町の人々はイギリス軍に対して強力な防御線を張った。
1803年、フォールリバーがフリータウンから分離し、町として公式に法人化された。その1年後、町名を「トロイ」に変えた。トロイは30年間続き、1834年2月12日にフォールリバーに戻された。この期間、町政は3人の選挙で選ばれた理事会が担当し、1854年に市になるまで続いた。
1843年7月、フォールリバーの歴史で最初の大火が、図書館など町の中心の多くを破壊した。この図書館には、1832年に現在のハートウェル通りと5番通りの角近くにあった砂州で発見された武装骸骨を納めていた。
この頃現在の市南部（コロンビア通りより南）はロードアイランド州ティバートンの中に入ったままだった。1856年、ティバートンの町の住民投票で、工業化された北部を分離し、ロードアイランド州フォールリバーとした。議論が数10年間続いた後の1861年、アメリカ合衆国最高裁判所が州境を現在のステート・アベニューに移動させ、それによってフォールリバー市は完全にマサチューセッツ州内に入った。この判決では、マサチューセッツ州ポータケットがロードアイランド州に移された。

### 工業化と繁栄

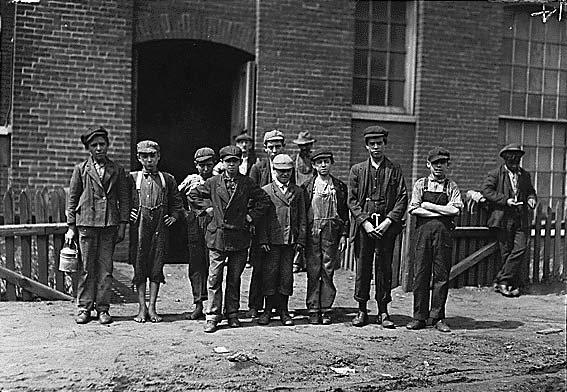
サガモア製造会社の労働者集団、子供ばかりである、1911年8月、ルイス・ハイン撮影

#### 19世紀
フォールリバーにおける繊維産業の初期は、1793年にポータケットでサミュエル・スレイターが始めた発展の中から成長した。1811年、独立戦争の退役兵かつ1788年のフリータウンの戦いの英雄ジョセフ・ダーフィ大佐が、ドウェリー通り沿いクック池の出口にグローブ製造所（紡績工場）を建設した。そこは現在市のサウスエンド、グローブ四つ角近くである（当時はまだロードアイランド州ティバートンに入っていた）。ダーフィの工場が大きな成功を収めることは無かったが、市の繊維産業興隆の始まりとなった。
しかしフォールリバー工業の真の発展は、ダーフィの最初の工場から北に約1マイル (1/6 km)、市の名前が付けられた滝のある川沿いに起こった。クィッカシャン川はその8つの滝と組み合わされ、ニューイングランド南部では最良の潮汐のある工業立地となった。工業化にとって完璧であり、利益を出し拡張を行える大きさがあり、ボストンからの干渉無しに地元資本で開発できる程度の小ささだった。
1813年、デイビッド・アンソニー他によってフォールリバー工場が設立された。同年、スワンシー出身のオリバー・チェイスが指導する投資家集団によってトロイ綿・毛織り工場も設立された。チェイスは若いときにサミュエル・スレイターのために大工として働いていた。1814年にはトロイ・ミルが滝の上端に開設された。
1821年、リチャード・ボーデン大佐がブラッドフォード・ダーフィ少佐と共に、クィッカシャン川下流にフォールリバー鉄工所を設立した。ダーフィは造船工であり、ボーデンは製粉所の持ち主だった。初期の出資者数人が引き上げるなど不安定な始まりだったが、1825年には法人化された。近くのニューベッドフォードの捕鯨産業で必要とされる釘や棒材、樽用の帯などを生産し始めた。間もなく高品質の釘を生産するという評価を得て、事業は発展した。1827年、ボーデン大佐がロードアイランド州プロビデンスとの間に蒸気船で定期便の運航を始めた。
1835年、ボーデン大佐の叔父ホルダー・ボーデンがアメリカン・プリント・ワークスを設立した。この会社（後にアメリカン・プリンティング会社と呼ばれた）はボーデン家の指導により、市内最大かつ重要な繊維会社となり、20世紀初期の最盛期には数千人を雇用した。リチャード・ボーデンも1847年にメタコメット・ミルを設立し、現在はアナワン通り沿いにあって、市内でも最古の現存する繊維工場（布製造）となっている。
1845年までにクィッカシャン川の水力がほぼ最大限に活用されていた。1846年にはプレザント通り外れに近いダムの上に、マサソイト・スティーム・ミルが設立された。しかし、ジョージ・コーリスが蒸気機関を改良して、市内初の大型蒸気動力工場の建設を可能にしたのは、さらに10年以上を経た1895年のユニオン・ミルズだった。
フォールリバーの水深が深い港があることで、綿花の俵や、蒸気機関のための石炭の輸入ができる長所を生かし、完成品も船で出荷できたので、繊維産業の大立て者がその工場立地にフォールリバーを選んだ。最初に開通した鉄道はフォールリバー支線鉄道であり、1844年に法人化され、1845年に開通した。2年後の1847年、ニューヨーク市まで最初の蒸気船定期便が運航を始めた。このフォールリバー・ラインと呼ばれた航路は1937年まで運航され、長い間、ボストンとマンハッタンを結ぶ定評のある交通手段だった。1854年、オールドコロニー鉄道とフォールリバー鉄道が合併し、オールドコロニー・アンド・フォールリバー鉄道となった。
1854年、フォールリバーは市として公式に法人化された。この時の人口は約12,000人だった。初代市長はジェイムズ・バッフィントンだった。
南北戦争では利益に繋がっており、その後の繁栄の利点を生かせる位置付けにあった。1868年までに紡績機の数は50万台を超えて、アメリカの繊維産業を牽引することではローウェルを超えた。

#### 1870年代の好景気

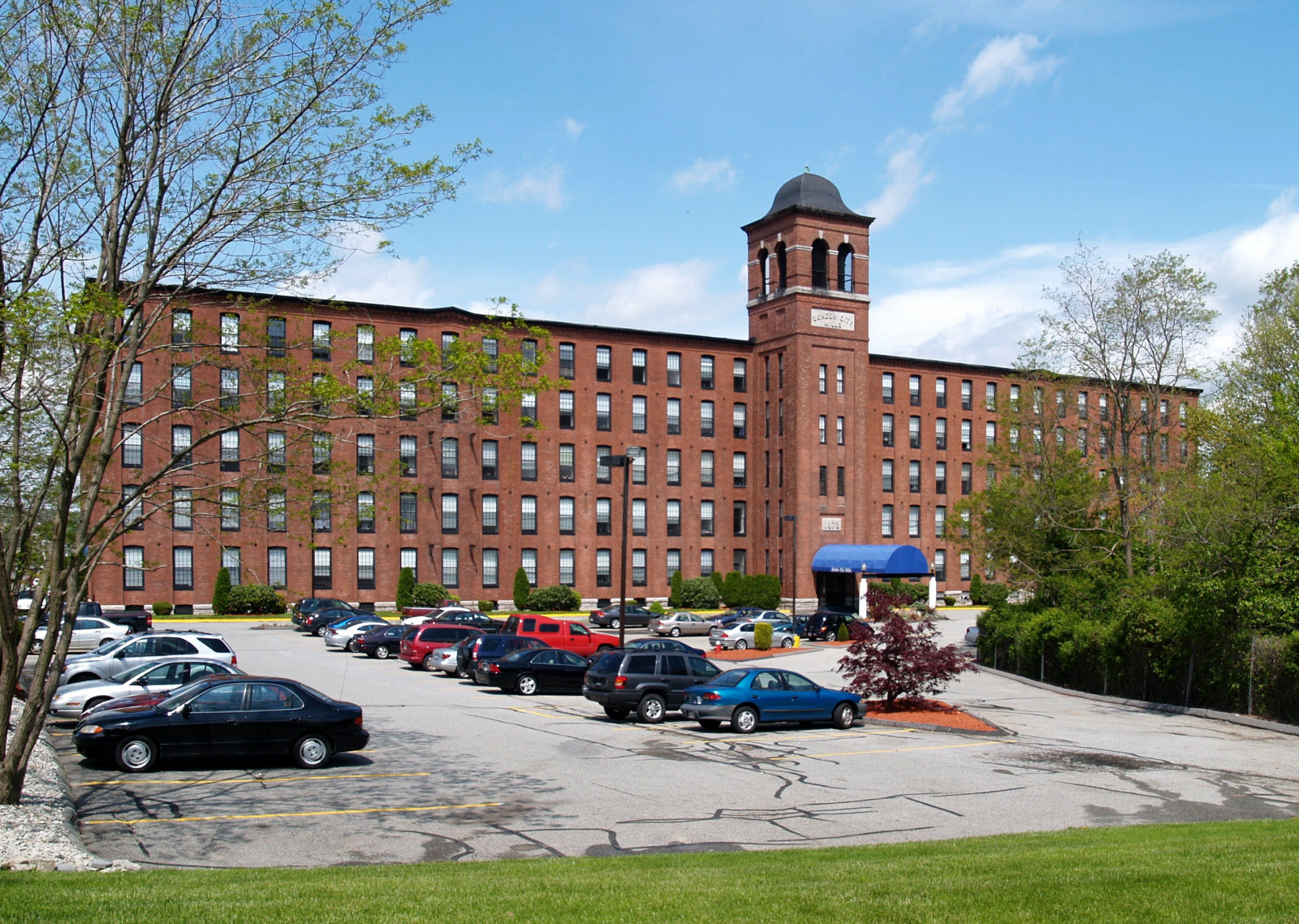
ボーダー・シティ・ミル

1871年から1872年に市の「最も劇的な拡大」が起こった。新しく15の会社が設立され、市中に22の新工場を建設し、古い工場も幾つか拡張された。この2年間に人口は2万人に達し、紡織機の数は全体で2倍の100万台を超えた。
1876年までに、ニューイングランド綿糸生産高の6分の1を生産でき、捺染した布の場合は半分が生産できた。「紡錘都市」と呼ばれるようになり、その規模はイングランドのマンチェスターに次いで、世界第2位だった。
この期間に入ってきた数多い新労働者、その大半はアイルランド系とフランス系カナダ人移民だったが、これを収容するために、12,000棟の社宅が建設された。ローウェルの初期にあった広さのある寄宿舎や、ロードアイランドのこぎれいなコテージとは異なり、フォールリバーの労働者住宅は木造のアパート、通常は3階建ての「トリプルデッカー」であり、6室までが1棟に収められた。他にも民間のアパートが社宅を補った。
19世紀を通じて花崗岩でも有名になり、町の多くの建物に使われた。この時期に石切場が幾つか操業されており、その中でも最大のものは現在のノースクエリー通り、ロカスト角近くにあったビーティ花崗岩採石場だった。市内の工場の多くも花崗岩で建設され、多くの公共建築物や個人住宅でも建材として重宝された。ロードアイランド州ニューポートのシャトー・スル・メール邸宅は、個人住宅建設にフォールリバー花崗岩が使われた最良の例である。
「丘の上」工場群の大半はフォールリバー花崗岩で造られていたのに対し、トーントン川やマウントホープ湾に沿ってある工場群はほとんど赤煉瓦で造られていた。これは市内を通し、岡から降ろして岩を運ぶコストが高く、実際的ではなかったためだった。急斜面のために鉄道は無かった。唯一の例外はノース・メインストリート沿いのサガモア・ミルズであり、フリータウンで切り出され、鉄道で運ばれた花崗岩を使っていた。

#### 20世紀
フォールリバーは20世紀初期に入ってもうまく経済発展の波に乗った。この時期、ファンシー・ホテルや劇場が幾つかあり、中心街は賑やかだった。19世紀後半に拡張を続けたので、人口増に対応するために、その指導層は洗練された公園、学校、市電、上水道、下水道を整備していった。
市の消防署や警察署のために非常用電話システムが整備された時に、市の体系に特徴的なマークを入れるよう特別発注ができたのが、繁栄の1つの証拠だった。警察署用は「フォールリバー/警察信号」と表示され、消防署用は「市消防警報」と表示された。
1920年の人口が最高であり、120,485人だった。

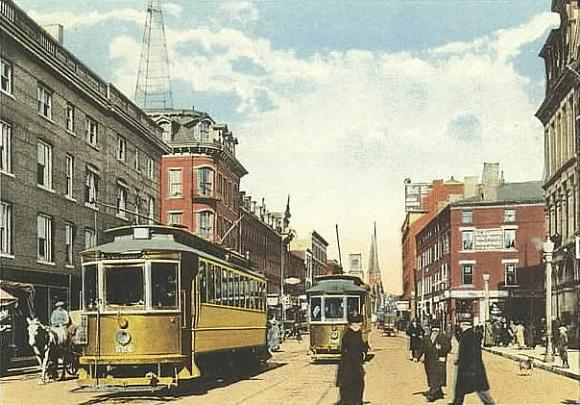
ノース・メインストリート、1910年頃
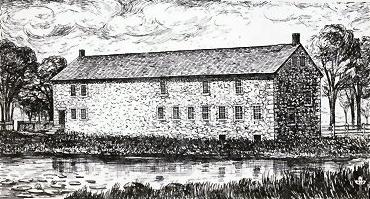
最初の綿糸工場、1811年建設
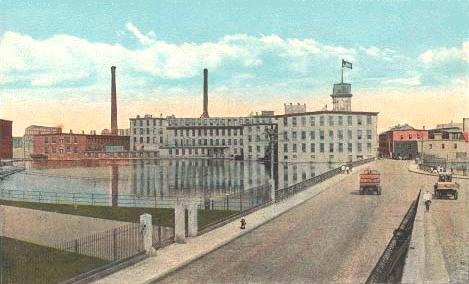
捺染工場、1920年頃
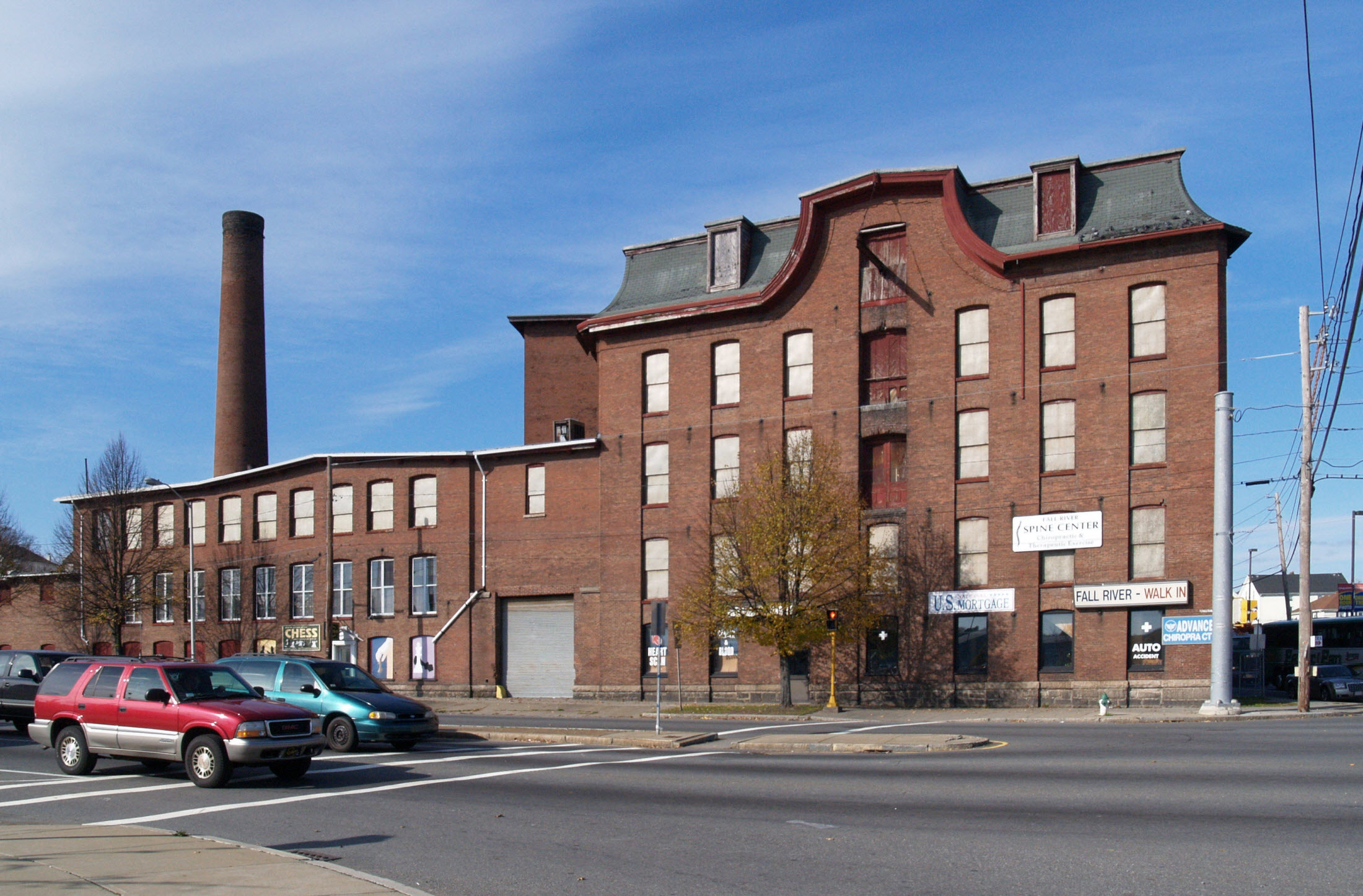
ダボル・ミルズ

フォールリバーの綿糸工場は捺染布という大きな事業を作り上げた。1910年頃、市内最大の雇用主アメリカン・プリンティング会社は、6,000人を雇用し、世界最大の捺染布会社だった。他にも多くの市内にある工場では、アメリカン・プリンティング会社で捺染される布を生産した。市内の工業は大変大きな籠の中に卵を全て抱えていたことになる。
第一次世界大戦は繊維に対する需要を総じて増加させ、ニューイングランドの多くの工場がその恩恵を受けた。しかし、戦後経済は鈍化し、供給が需要を上回った。北部の工場は南部の工場との深刻な競争に直面した。南部では労働力や輸送費が安く、南部が新しい機械装置に大きな投資を行ったからだった。1923年、最初の工場閉鎖の波が襲った。工場が幾つか統合され、1920年代後半までは青息吐息の状態だった。1930年代に世界恐慌となり、さらに多くの工場が操業を止め、市は破産した。それでも幾つかの企業は第二次世界大戦を生き延び、1950年代に入った。
フォールリバーの歴史で最悪の大火が1928年2月2日に起こった。当時退去されたばかりのポカセット工場を労働者達が解体しているときに出火した。夜の間に日は瞬く間に広がり、中心街の大部分を焼失させた。市役所は残ったが大きな損傷を受けた。現在のノース・メインストリートとベッドフォード通りの角近くにある建造物の多くは1930年代初期に建てられたものであり、この大火の後に再建されたものである。
かつては強力だったアメリカン・プリンティング会社が1934年には遂に閉鎖された。1937年ウォーター通りの水際にあったその巨大な工場はファイアストン・アンド・タイヤ会社に買収され、間もなく2,600人が雇用された。真珠湾攻撃の数週間前にあたる1941年10月、1860年代に建設された捺染工場の旧本館から出火した。この火事で生ゴム1,500万米ドル相当（3万ポンド、13,500 kg) が失われ、アメリカの戦争遂行には大きな障害となった。
繊維産業の崩壊と共に、市内の工場の多くは小さな会社が使うようになった。その幾つかは衣類産業のものであり、元々ニューヨーク市が基盤だったが、工場空間の費用が安く、働きたい労働動力のいるニューイングランドに惹き付けられて移ってきた。衣類産業は1990年代に入っても生き残っていたが、地球規模経済と海外との競争の犠牲になった。

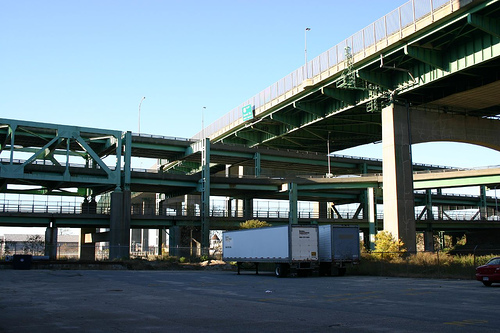
州道79号線の高架橋とブラガ橋アプローチ、クィッカシャン川が駐車場の下を流れている

#### 現代
1960年代、ブラガ橋と州間高速道路195号線が建設され市内の中心部を二分したので、市の景観が大きく変化した。高速道路建設ブームの後で、その歴史における大きなものを失うことになった。クィッカシャン川が埋め立てられ、その全長の大半でコースを変えられた。市の名前にもなった歴史ある滝は地下の排水溝に誘導された。新しいブラガ橋へのアクセスのために、一連の高架橋が建設された。旧市役所、150年の歴史があったトロイ・ミルズ、セカンド・グラニット・ブロック（1928年大火後に建設）、さらには旧市役所に近い19世紀の煉瓦モルタル造りの建物など、多くの歴史ある建造物が解体された。
.
新しい市役所は、旧市役所のあった州間高速道路195号線の真上に建設され、何年も工事が遅れ品質管理の問題が生じた後の1976年に完成された。1960年代と1970年代に人気のあったブルータリストの様式で建設され、完成後直ぐに市内労働者や住民から苦情を受けた。
1970年、バレのステーキハウス・チェーンがウィリアム・S・カニング・ブールバードに、その象徴的店舗をオープンさせた。このチェーン店は市民に人気があったが、経済的問題から1980年代に全ての店舗を閉鎖した。
1970年代にはまた、市中に高層住宅棟が幾つか建設され、その多くはフォールリバー住宅供給公社のものだった。ミリケン・ブールバード沿いに2棟、フリントビレッジのプレザント通り沿いに2棟、サウス・メインストリート沿いに1棟、ローブソン通りの北端に1棟あった。現在はほとんど高齢者が住んでいる。
1978年、北端にB・M・C・ダーフィ高校が開校し、歴史あるロック通りの高校に代わった。旧高校は過密となり、高校としては時代遅れだった。新高校は州内でも最大級の高校である。
1980年頃から、市のノースエンドでかなりの開発が進み、特にノース・メインストリート沿いには新しい戸建ておおび多世帯住宅が開発された。
2010年、ニューベッドフォードの港と関連してヘロインが流通したために、国内でも88番目に危険な都市とされた。

#### 液化天然ガス
2002年、液化天然ガスのタンクを建設する場所として議論が百出した。ヘス・コーポレーションの子会社ウィーバーズ・コーブ・エナジー, LLC が人口が過密な地区に施設を建設する提案を行った。その場所から半径1マイル (1.6 km) 以内に約1万人が住んでいる。住民の心配は、それまで都市の中にそのような施設が建設されたことがなく、液化天然ガスには混合された安全履歴があることだった。
住民の抗議にも拘わらず、この計画は連邦エネルギー規制委員会に承認された。地元市民や政治家、特にジョージ・H・W・ブッシュ元大統領の「テロ専門」補佐官だったリチャード・A・クラークが、規制委員会承認後も計画の変更を迫っている。
沿岸警備隊がその南海岸司令官レイ・ナッシュ大佐を通じて、2007年10月にウィーバーズ・コーブ・エナジーの提案する液化天然ガス施設の建設中止を決定した。これはブライトマン通り橋とその周辺に大型タンカーを誘導するのが問題だったからだった。2010年時点で、ヘスは計画の推進を継続しているが、「湾を救え」など団体の反対も続いている。この計画はメディアに載ることも希となり、計画について語られることも少なくなった。
2011年6月、ヘスはその計画を放棄し、土地を売却すると発表した。これは国内で安価な液化天然ガスが入手できるようになったためだった。

## 地理

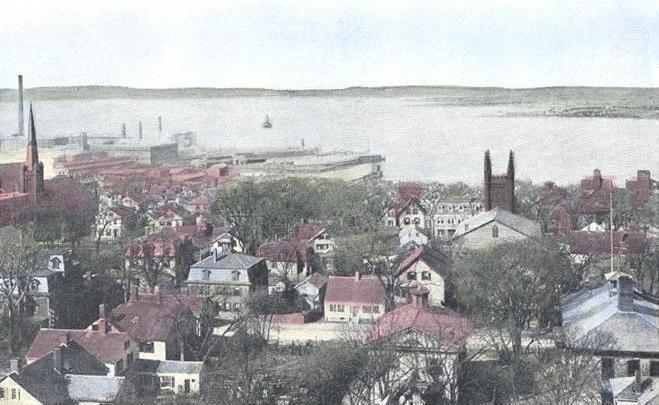
港の景色（1905年）

マウントホープ湾の東端にあり、湾はトーントン川河口からチャールズ・M・ブラガ・ジュニア橋の南に広がっている。市内の大部分は水際から急に立ち上がった岡の上にあり、標高は60 メートル以上になる。これらの岡の頂部から後は比較的平坦な台地であり、その上に市の大部分が乗っている。
海岸線から東3キロメートルに、一連の深く細長い池が続き、全長は13キロメートル、平均的な幅は1.2キロメートル、面積は14 km2ある。これらの池には泉や、流域81 km2の小川から水が注がれている。北の池がノース・ワタッパ池であり、市の主要な貯水池である。南の池がサウス・ワタッパ池である。2つの池が接近する場所は「ザ・ナロウズ」と呼ばれている。ノース・ワタッパ池の東部がワタッパ保護地であり、水資源保護のための森林となり、北はフリータウン・フォールリバー州有林から東のコピカット貯水池まで広がっている。コピカット池は、フォールリバーに接するノース・ダートマスのヒックスビル部にあるダートマスと接している。コピカット・ヒルがフォールリバーでは最高地点であり、ノース・ワタッパ池とコピカット貯水池の間にあり、標高は123メートル以上ある。
クィッカシャン川はサウス・ワタッパ池の西部、ザ・ナロウズのすぐ西から流れ出て、市内を流れ（一部は地下の暗渠）、トーントン川沿い戦艦入江のあるヘリテージ州立公園に導く水路に落ちている。クィッカシャン川は元々1.6キロメートル以上も平坦なコースを遮られることもなく流れていた。最後の800メートルでは、狭く、急勾配の岩がちな水路を駆け下り、滝を造っていた。この地点での落差は39メートル、流量は秒速3.5 m3/sである。

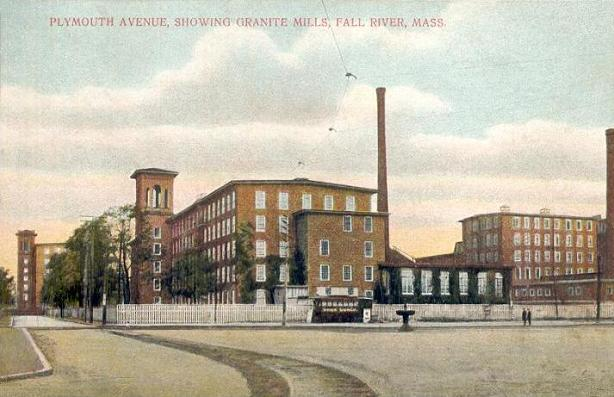
グラニット・ミルズ（1908年）

クィッカシャン川は元々魅力的な景観だったが、19世紀に綿糸工場ができ、ベイコロニー鉄道が通って覆われてしまったために、滅多に見ることが出来なかった。工業化される中で地下に閉じこめられたので、下水道にもなった。20世紀、工場が放棄され、その中の幾らかは燃やされ、滝がもう一度現れた。1960年代に高速道路が建設され、滝は戦艦入江でトーントン川を渡る州間高速道路195号線の下に埋められた。
この滝に「日の光を当てる」計画がある。滝を再生し、クィッカシャン川沿いに自転車道のあるグリーンベルトを造るものである。市の南端にあるクック池も元がローレル湖と呼ばれており、トーントン川の東、サウス・ワタッパ池の西に位置していた。現在クック池とサウス・ワタッパ池の間、トーントン川の東、ティバートンの北にある地域は、1675年から1676年に起きたフィリップ王戦争の頃に、「ポカセット湿地」と呼ばれていた。

### 地区
下記の地区は非公式の地名である。
- 中心街
- コーキーロー
- ハイランズ
  - ローワーハイランズ （ベッドフォード通りからプロスペクト通り）
  - アッパーハイランズ （プロスペクト通りからプレジデント・アベニュー沿いにウィルソン道路）
- フリントビレッジ、あるいはザ・フリント（イーストエンドすなわちイーストサイドからベッドフォード通りの南まで、クェリー通りの東まで）
- イーストサイド（州道24号線、イースタン・アベニュー、オークグローブ・アベニュー、プレジデント・アベニュー、ニューボストン道路、メリダン通り）
  - ボーグル・ヒル（アッパープレザント通り、イースタン・アベニュー近く）
- グローブビレッジ（サウスサイドの西部、クック池の西、ブロードウェイ）
  - サウスエンド（ 州間高速道路195号線の南、グローブビレッジとメイプルウッドビレッジを含み、ロードアイランド州境まで）
  - タウンゼンド・ヒル（サウス・メインストリートとベイ通り、ティバートンに接する）
- メイプルウッド（サウスエンドの東部）
- ノースエンド（ベッドフォード通りの北、州間高速道路195号線からウィルソン道路、ハイランド・アベニューで区切られ、プレジデント・アベニュー、ボストン道路）

## 人口動態

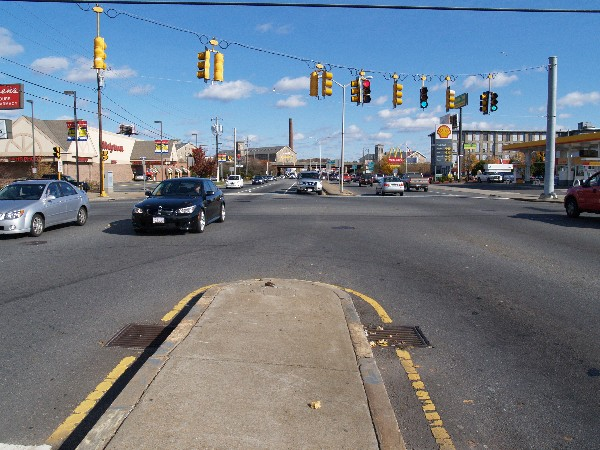
プリマス・アベニュー

以下は2010年国勢調査による人口統計データである。
| 基礎データ - 人口: 88,857 人 - 世帯数: 38,759 世帯 - 家族数: 23,558 家族 - 人口密度: 1,144.3人/km2（2,963.7 人/mi2） - 住居数: 41,857 軒 - 住居密度: 521.0軒/km2（1,349.3軒/mi2） 人種別人口構成 - 白人: 87.2%（非ヒスパニックは83.4%） - アフリカン・アメリカン: 3.5% - ネイティブ・アメリカン: 0.2% - アジア人: 2.5% - ヒスパニック・ラテン系: 7.4% - フランス系：12.4% - アイルランド系：8.9% - カーボベルデ系：8.1% - イギリス系：6.0% - フランス系カナダ人：5.9% - プエルトリコ系：4.5% - イタリア系：3.6% 年齢別人口構成 - 18歳未満: 24.1% - 18-24歳: 9.2% - 25-44歳: 29.8% - 45-64歳: 20.0% - 65歳以上: 16.9% - 年齢の中央値: 36歳 - 性比（女性100人あたり男性の人口） - 総人口: 87.7 - 18歳以上: 82.9 | 世帯と家族（対世帯数） - 18歳未満の子供がいる: 29.9% - 結婚・同居している夫婦: 40.3% - 未婚・離婚・死別女性が世帯主: 16.5% - 非家族世帯: 39.2% - 単身世帯: 34.2% - 65歳以上の老人1人暮らし: 14.2% - 平均構成人数 - 世帯: 2.32人 - 家族: 3.00人 収入と家計 - 収入の中央値 - 世帯: 29,014米ドル - 家族: 37,671米ドル - 性別 - 男性: 31,330米ドル - 女性: 22,883米ドル - 人口1人あたり収入: 16,118米ドル - 貧困線以下 - 対人口: 17.1% - 対家族数: 14.0% - 18歳未満: 25.4% - 65歳以上: 17.4% |

ポルトガル系住民の比率では国内最大の都市である。しかし、正確な比率については異論がある。マサチューセッツ大学ダートマス校による2005年の調査では49.6%としており、別の資料では43.9%となっている 。
住民の49%は旧ポルトガル帝国のどこかの出自である。37%は自身をポルトガル人の子孫と申告している。その他先祖別に多いものは次の通りである。
フォールリバー市と周辺の町はロードアイランド州のプロビデンス大都市圏に入っており、推計人口は1,622,520 人となっている

## 文化

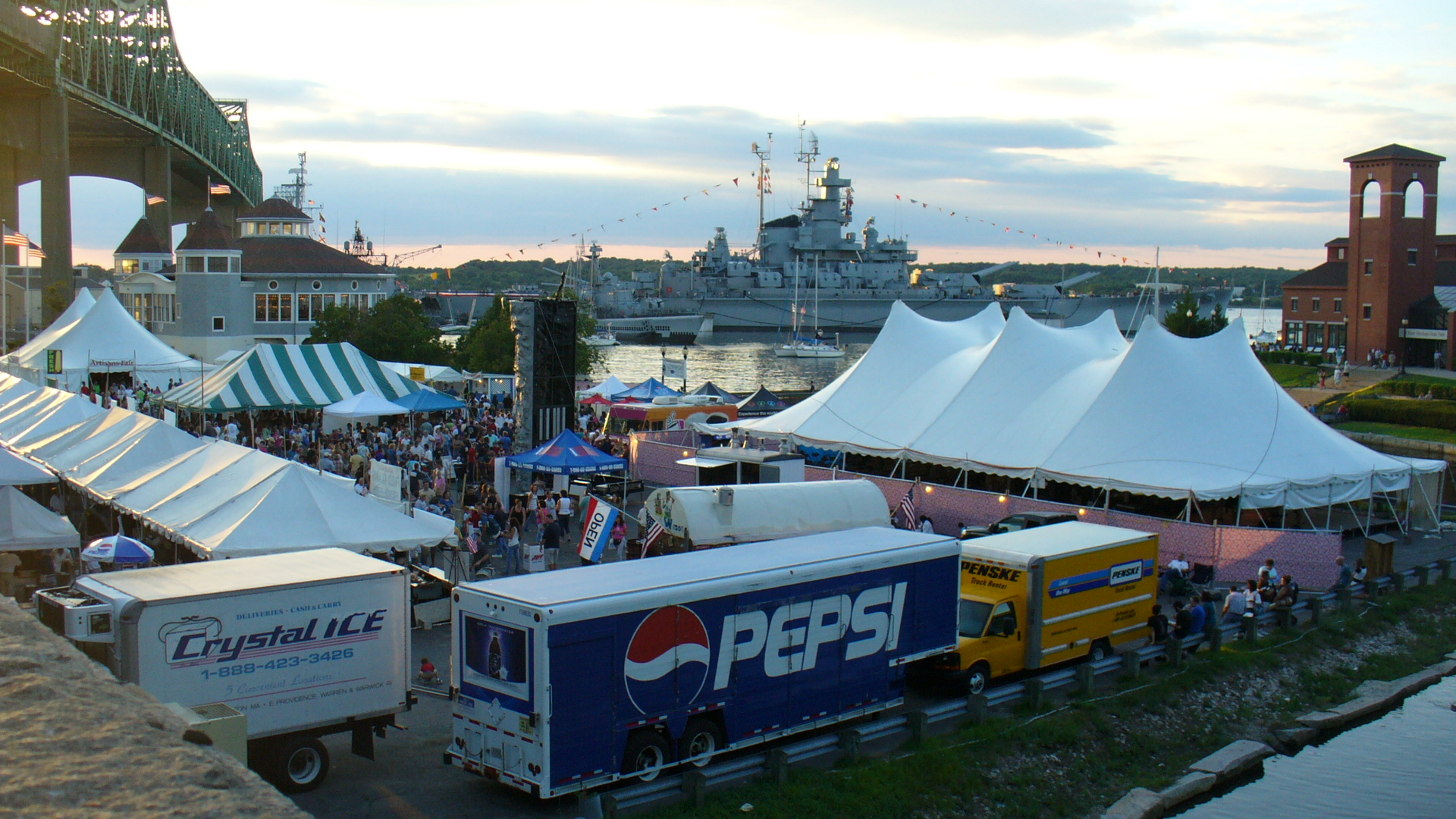
フォールリバー・セレブレイツ・アメリカ祭、2007年

フォールリバーは世界中からの活発な混合文化を守っている。19世紀後半から20世紀初期にはっきりとした民族地区が形成されたが、長い間に変化してきており、工場にはたらくために入ってきた移民の遺産が市中の様々な教区やレストランに見出すことができる。
年間を通じて多くの民族祭が開催されている。その最大のものはグレート・ホリー・ゴースト祭であり、毎年8月にケネディ公園で開催されカナダからポルトガルまで20万人の観客を集めている。祭は4日間開催される。
毎夏7月4日、ヘリテージ州立公園と戦艦入江の水際では花火大会がある。長年、水際では毎年のフォールリバー・セレブレイツ・アメリカ祭をフォールリバー商工会議所の後援で開催してきた。この行事は2010年に財政的問題で中断された。しかし、商工会議所は2011年に再度開催し、100周年を祝った。
近年、様々な団体が市内の芸術にかんする自覚を増すための努力をしてきた。スタジオとして空いた工場スペースを使ったり、アナワン通りのナロウズ芸術センターなど芸能会館を利用している。芸術地区を創設することで中心街を再活性化する提案もある。芸術センターを市中全体に設立することで、ニューイングランドでは「バンドの都市」として知られてもいる。市内に多くのポルトガル系町内バンドがあり、年間を通して公演している。

### 宗教
フォールリバーは圧倒的にローマ・カトリック教徒の多い都市であり、フォールリバー教区が第2通りのセントメアリーズ大聖堂にある。これは1850年代にアイルランド移民が結成した。その他にもケネディ公園の頂上にあるセントアンズ教会、サウスエンドにあるグッドシェパード教会（元セントパトリック教会）があり、フリント地区には元ノートルダム・ド・ルーアデス教会があったが、1982年5月10日の火災で焼失した。1920年に市の人口がピークに達したとき、市中に2ダース以上の小教区があり、民族集団がそれぞれの小教区を持っていた。近年、教区が市内の小教区の幾つかを併合し、幾つかを閉鎖し、統合されたものを改名したので、2013年時点で小教区の数は15になっている。
歴史的にハイランズ地区は圧倒的にプロテスタントであり、ノース・メインストリートとロック通りの地域にある教会、特にセントラル会衆派教会や第一会衆派教会は、1980年代の火事で焼失する前に、ニューイングランドの多くの有名人が出席することで知られていた。その他ハイ通りにはユダヤ教シナゴーグがあり、多くの新しい教会もあって、様々な民族・宗教集団が存在している。近年は行ってきたカンボジア移民は市内で仏教寺院を維持している。

## 政治

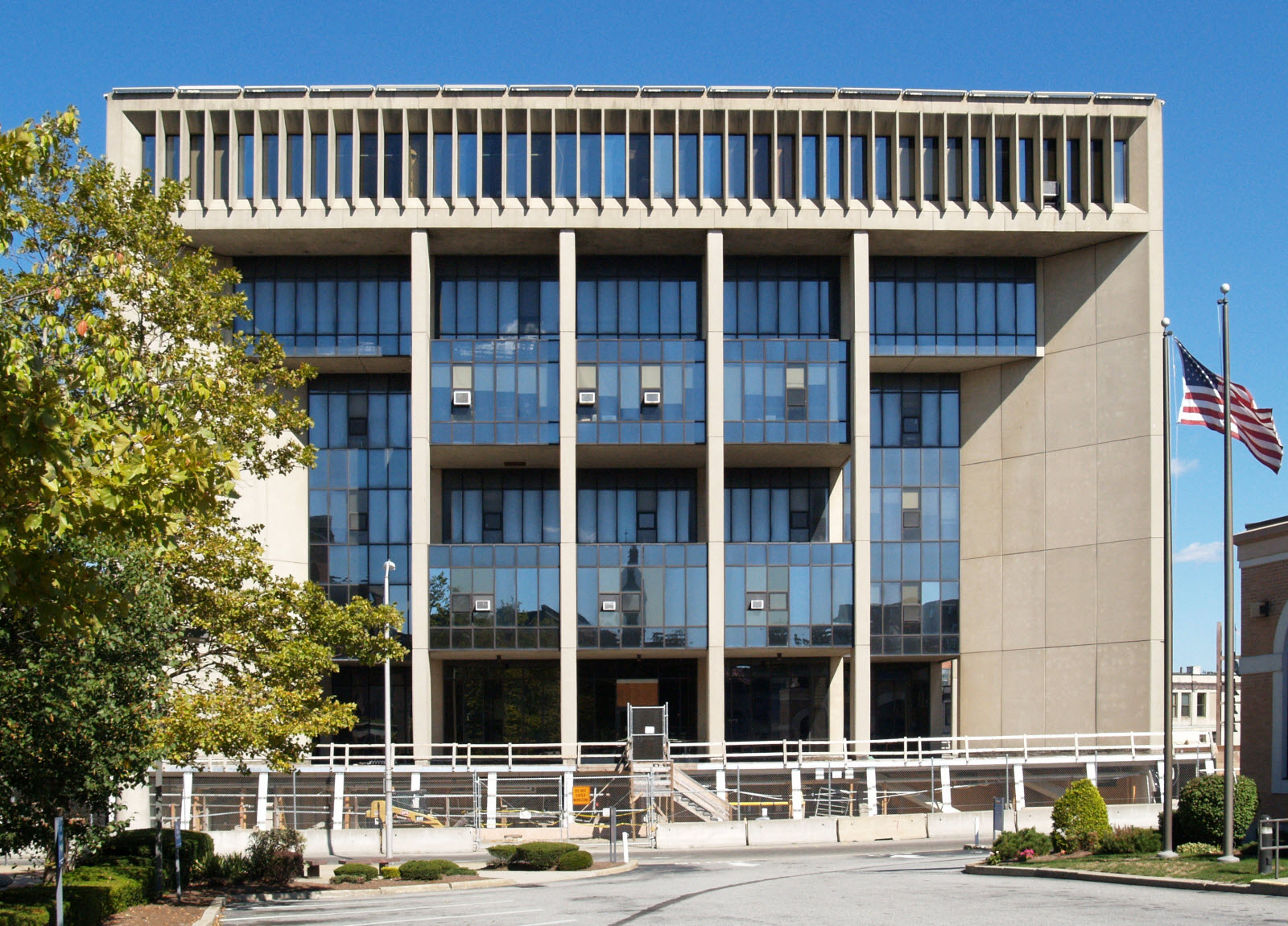
フォールリバー政府センター

### 市政府とサービス
市政は市長・市政委員会の形態を採っている。市長は市管理官と共に日々の運営を指導し、管理している。
市警察署は大きな中央署に統合されている。市内には消防支所が6か所ある。消防本部はコマース・ドライブにあり、元フォールリバー市民空港の通り向かいである。郵便局は、フリントビレッジ、サウスエンド、ハイランドおよび政府センターの後、計4か所ある。政府センターの後のものは、ニューヨーク市のペン・プラザ背後にある本局、ジェームズ・ファーレー郵便局をモデルにした。この局は2011年5月に、市出身の兵士で2010年にアフガニスタンで戦死した故ロバート・バーレット軍曹に因んで「ロバート・バーレット郵便局」と呼ばれている。市内には上級裁判所、地区裁判所および新しいブリストル郡裁判所があり、ロック通りの旧B・M・C・ダーフィ高校の校舎を使っている。

### 州と連邦政府の機関
フォールリバー市はマサチューセッツ州議会下院では3つの選挙区に入っている。上院はフォールリバーとフリータウン、レイクビル、ロチェスター、サマセット、スワンシーの町を合わせた選挙区になっている。
市内のパトロールはマサチューセッツ州警察D部隊第3班が行っている。ダートマスに本拠がある。
アメリカ合衆国議会下院では2つの選挙区に入っている。
| 民主党 | 28,731 | 57.74% |
| 共和党 | 3,436  | 6.90%  |
| 無党派 | 17,163 | 34.49% |
| 少数党 | 433    | 0.87%  |
| 合計   | 49,763 | 100%   |

## 教育

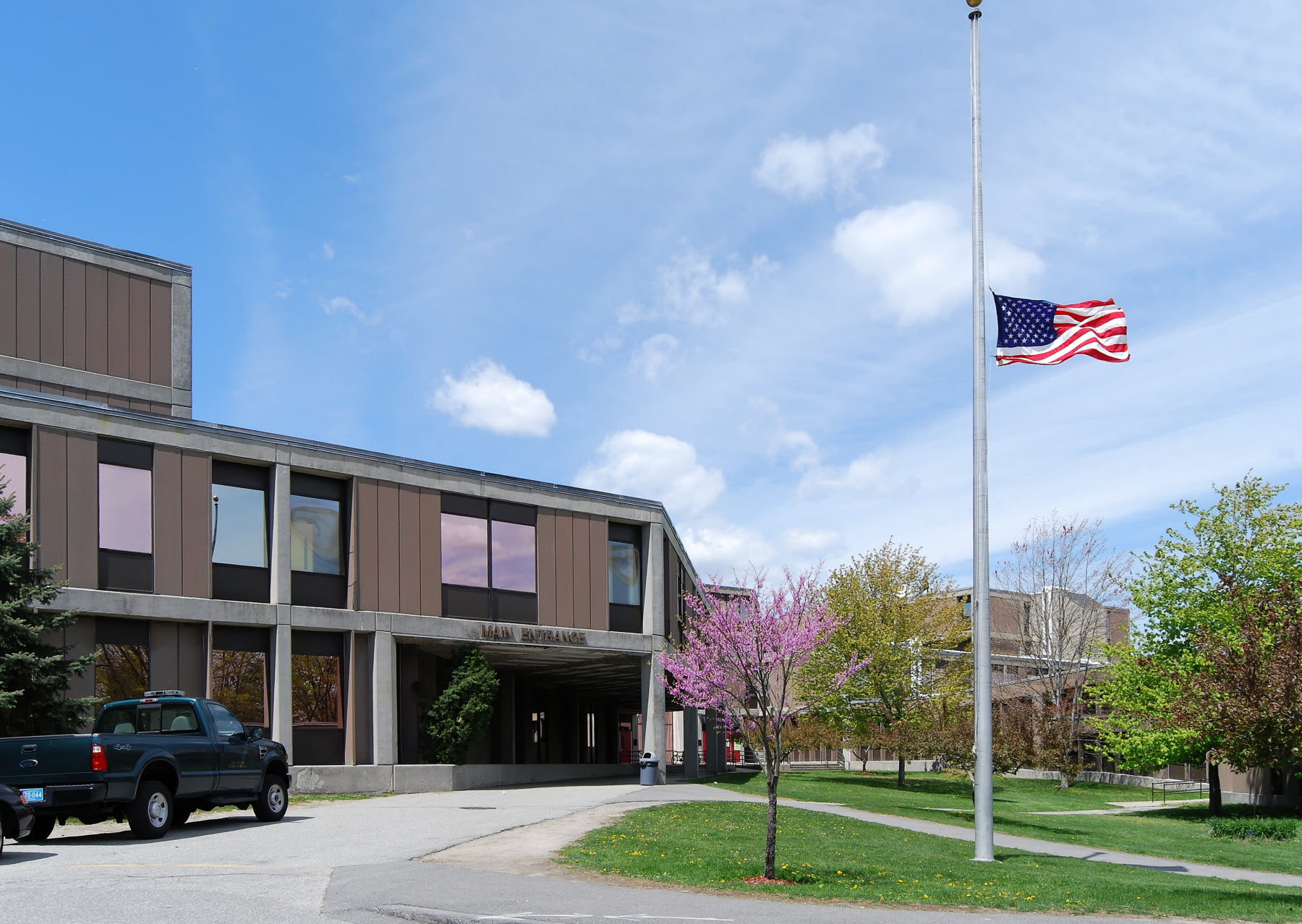
B・M・C・ダーフィ高校

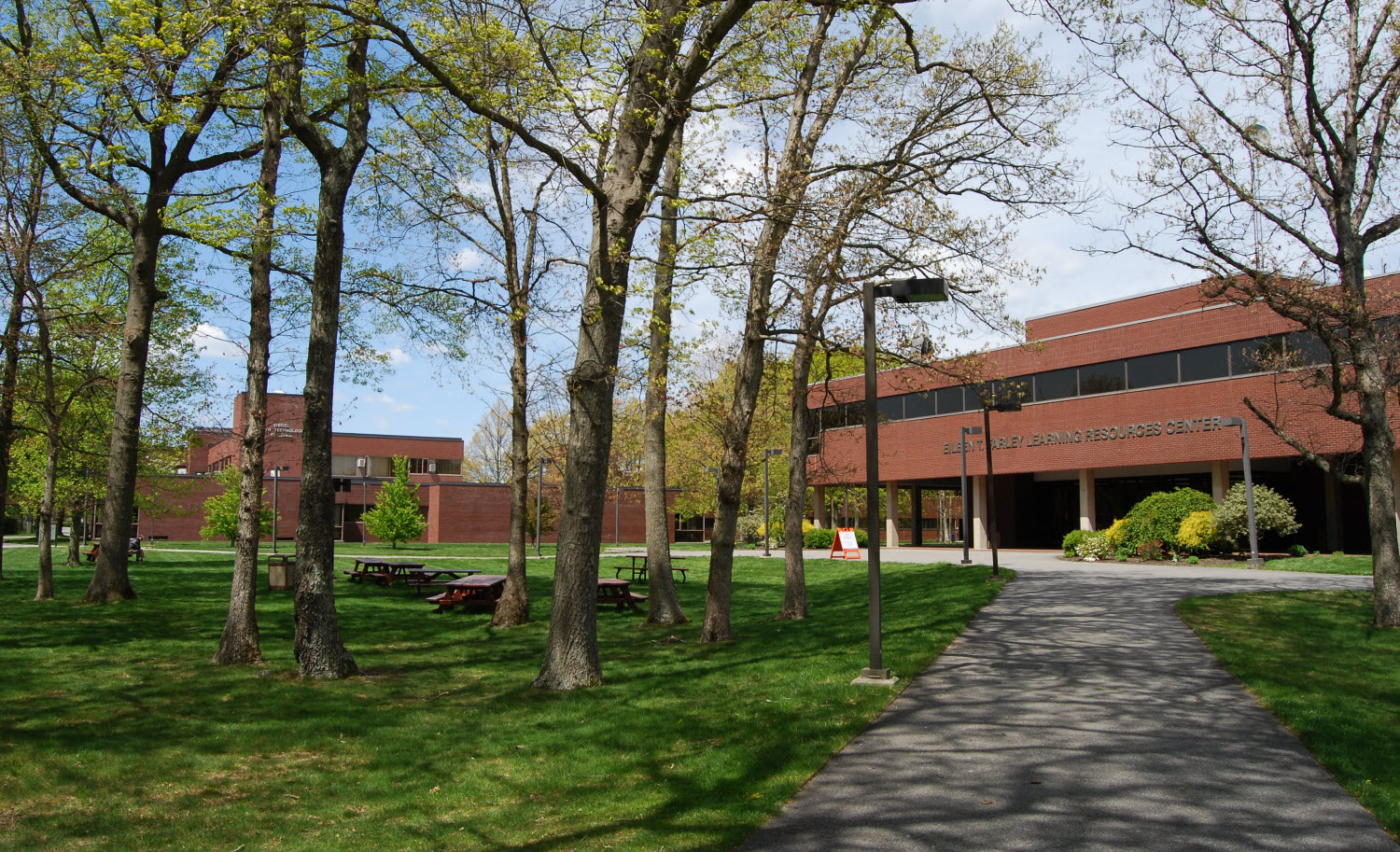
ブリストル・コミュニティカレッジ

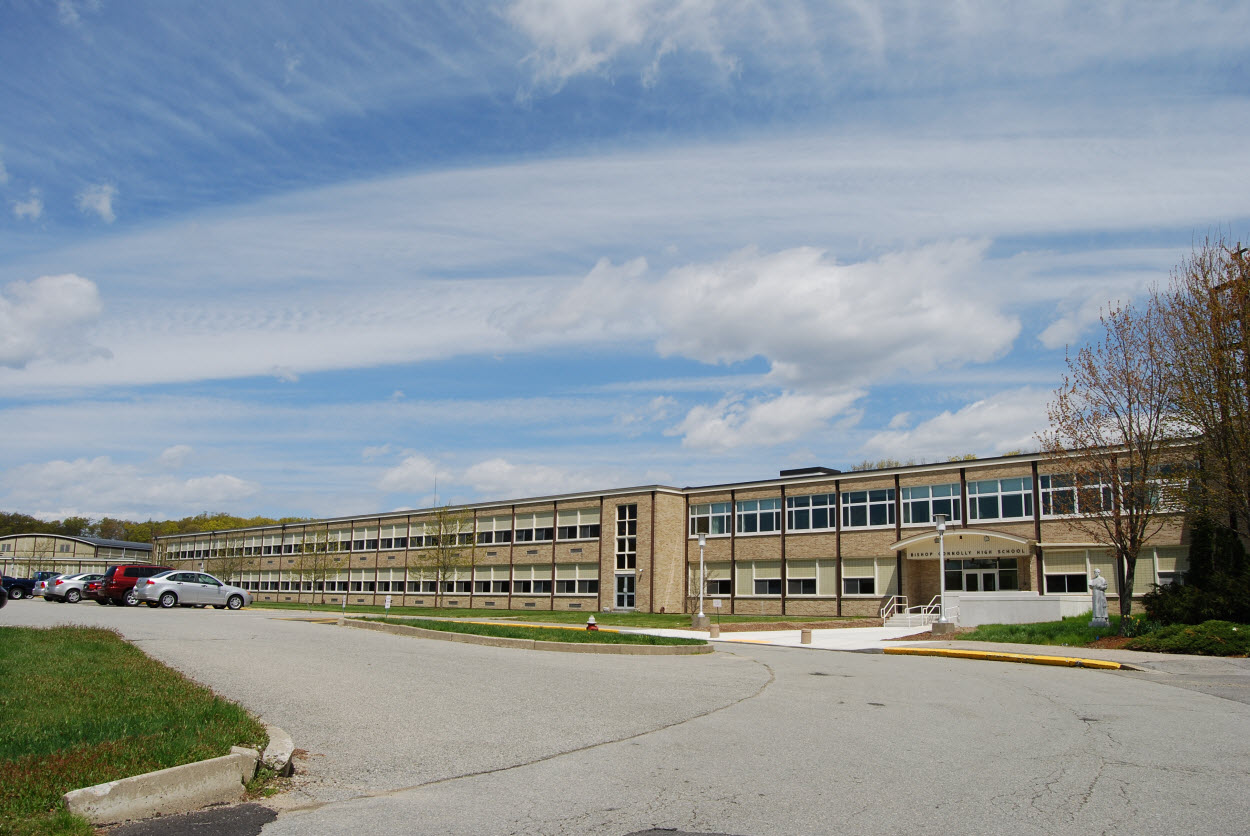
ビショップ・コノリー高校

### 公立学校
フォールリバー公共教育学区が公立学校を運営している。公立高校はB・M・C・ダーフィ高校の1校であり、元最高裁判所判事ジェイムズ・M・マクガイア、元NBA選手のクリス・ヘレン、ローマ・カトリック教会枢機卿かつボストン大司教のフンベルト・ソーサ・メデイロスなど著名な卒業生を輩出してきた。
市内にはダイマン地域職業訓練高校もあり、サマセット、スワンシー、ウェストポートからも生徒を受け入れている。有名なシェフのエメリル・ラガッセがこの学校の料理科を卒業しており、この科は現在もある。この学校はダフリー繊維学校にその前身があり、それがダイマンなどに分かれたものである。繊維科学についてはマサチューセッツ大学ダートマス校がある。

### 私立学校
公立学校に加えて市内には幾つか私立の教区学校がある。カトリック系が9校、私立2校、クリスチャン・アカデミー、アトランティス・チャータースクールである。カトリック系のビショップ・コノリー高校もある。ジェイムズ・ルイス・コノリー司祭はフォールリバー教区の第4代司教だった。
エスピリト・サント学校は1910年9月19日に開校した。生徒の大半はポルトガル系であり、70%がバイリンガルである。

### 高等教育機関
マサチューセッツ大学ダートマス校が市内に2つの支所を持っている。職業および継続教育センターと先進技術製造センターである。その前身であるブラッドフォード・ダーフィ繊維学校は1899年に設立され、1904年の校舎が現在も残っている。この校舎は1965年に設立されたブリストル・コミュニティカレッジも使っていた。イースタン・ナザレン・カレッジは成人教育を行っている。このカレッジではアメリコ・ミランダ・ショーが放映されている。

### 図書館

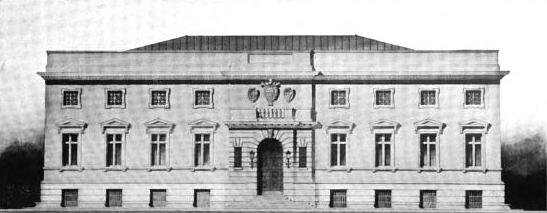
フォールリバー公共図書館、1899年

1860年に公共図書館が開設された。2008年の会計年度では市予算の0.56%を宛てており、市民一人当たり11米ドルほどである。
本館は1899年の開設であり、建築家ラルフ・アダムズ・クラムがルネサンス復古調で設計した。地元で取れたフォールリバー花崗岩を使って建設された。1990年代と2000年代初期に大がかりな改修を行った。
公共図書館システムには2つの支所もある。サウスエンド支所とイーストエンド支所である。

## 交通

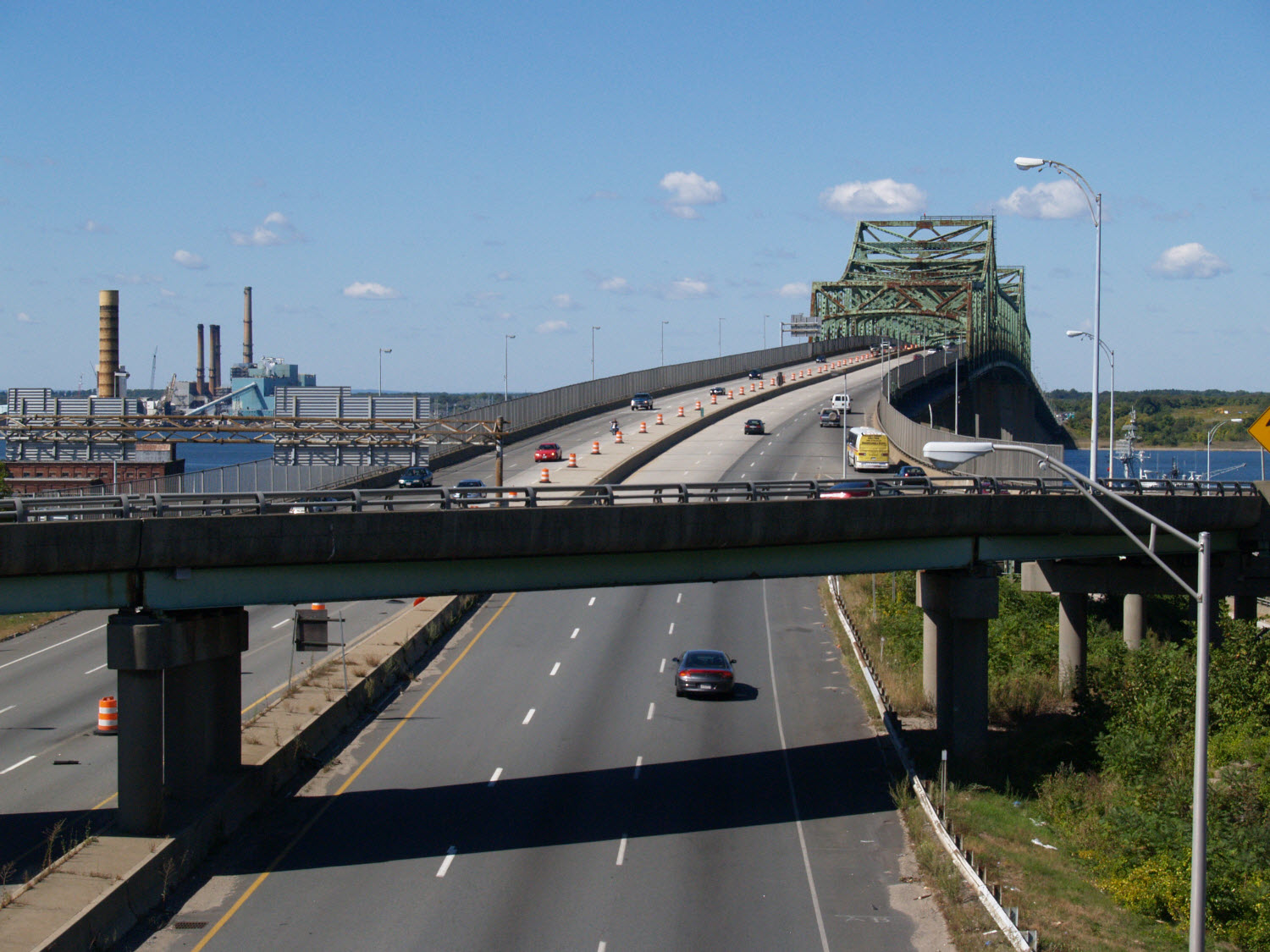
ブラガ橋と州間高速道路195号線

フォールリバーはトーントン川に沿ってあることで、南海岸とマウントホープ湾の交通中心と考えられてきた。フォールリバー・ラインに加えてスレイズ・フェリーが17世紀からフォールリバートサマセットを結んでいた。1875年、スレイズ・フェリー橋が開通し、2つの市の間を電車や荷車（後には自動車）が結んだ。二層式鋼製旋回橋であり、市内レミントン・アベニューから、サマセットのウィルバー・アベニュー、リバーサイド・アベニュー、ブレイトン・アベニューの交差点まで330メートルあった。この橋は1970年まで使われて、その後閉鎖され解体された。その橋の跡は現在、川を渡す電線2本が目印になっている。1903年、州が2番目の橋であるブライトマン通り橋の架橋を承認した。4車線、長さ281メートルの跳ね橋であり、1908年に開通し、現在も残っている。3番目の橋がチャールズ・M・ブラガ・ジュニア記念橋であり、1959年に着工し、1966年に開通した。6車線片持ちトラス幹線道路橋であり、径間は1.9キロメートル、州間高速道路195号線を建設する計画の一部だった。
1980年までにブライトマン通り橋に問題が生じ始めた。修繕のために閉鎖されることが多くて交通の障害となり、ブラガ橋を遠回りしなければならなかった。2011年、北側に長さ460メートルの新橋「退役兵記念橋」が開通した。

### 主要高規格道路

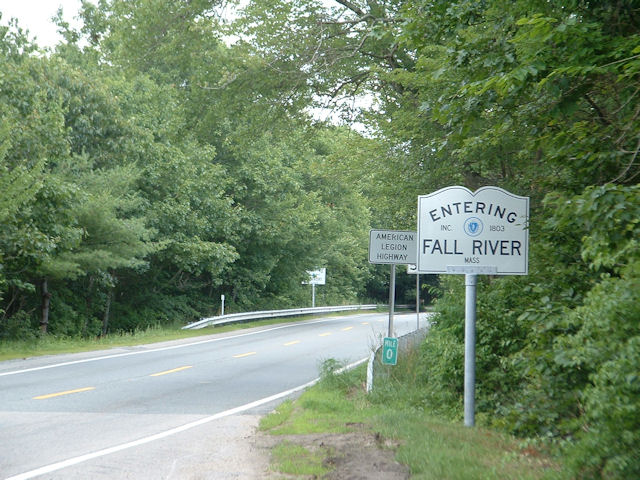
フォールリバーに入る州道177号線

州間高速道路195号線が市内に入る主要点であり、サマセットからブラガ橋を経てフォールリバーに入り、「ザ・ナロウズ」を通る。「ザ・ナロウズ」はノース・ワタッパ池とサウス・ワタッパ池の間の小さな帯状地であり、州間高速道路195号線、アメリカ国道6号線、およびオールド・ベッドフォード道路が市内からウェストポートに抜け、東のニューベッドフォードやケープコッドに向かう。州間高速道路195号線はベイコロニー/ニューベッドフォード・ケープコッド鉄道に並行する昔の経路の大半や、クィッカシャン川の当初の経路を覆っており、市役所が高速道路の真上にあるという国内でも珍しい構造になっている。市役所の下を通るトンネルでは1999年3月に事故が起きた。セメントの天井タイルの支持材が腐食で劣化して崩壊し、自動車数台を潰したが、軽傷で済んだ。この事故は地域の交通に大きな問題となり、2006年に州間高速道路90号線のトンネル崩壊で起きた事故と著しく類似している。
州間高速道路195号線以外にアメリカ国道6号線、マサチューセッツ州道24号線、同79号線、同138号線、同81号線が市内を通っている。さらに州道177号線が市の最南端を掠めている。

### 鉄道
フォールリバー州立桟橋が現在も運営され、商品を船で市内に搬入し、州道79号線に並行した貨物鉄道線で北に運んでいる。サウスコースト・プロジェクトと呼ばれる通勤鉄道線がストーントンから現在のMBTA通勤線のストーントン線に沿って延伸される計画がある。これはフォールリバー、トーントン、ニューベッドフォードをMBTA鉄道体系に繋ぐものであり、ボストンなど他の地点と結ばれることになる。

### 公共交通機関
フォールリバーはニューベッドフォード市と共にサウスイースタン地域交通公社を所有しており、南海岸のバス路線を運営している。

### 空港
ほぼ1990年まで、フォールリバー市民空港が州道79号線と同24号線接続点の北にあり、ケープコッドや諸島に飛ぶ小型飛行機やコミュータ機のための一般用途空港として機能していたが、その後閉鎖され、用地は工業団地になった。商業便は西21キロメートルのウォリックにあるT・F・グリーン空港、および北72キロメートルのボストンにあるジェネラル・エドワード・ローレンス・ローガン国際空港から利用できる。

## スポーツ
フォールリバーはサッカーの長い歴史がある。最初に試合が行われたのは1880年代に、地元繊維産業で働くためにランカシャーとグラスゴーからの移民が到着したときだった。その後、ポルトガルからの移民がサッカーの人気を保つことに貢献した。1888年から1892年、フォールリバーのチームがアメリカ・カップを5回続けて獲得した。それらチームの1つであるフォールリバー・ローバーズは1917年の全国チャレンジカップも獲得した。このチームのスターでキャプテンだった地元生まれのトマス・ソーズが、1916年に初めてアメリカナショナル・チームが出来たときのキャプテンになった。
1920年代と1930年代初期、フォールリバー・マークスマンは国内でも最強クラスのサッカーチームであり、アメリカサッカー選手権で7度優勝した。1932年にはフォールリバーF.C.もチャンピオンになった。
マークスマンはナショナル・チャレンジカップも4度制した。中心選手はビリー・ゴンサルベスとバート・パテナウデであり、どちらもフォールリバーで育っていた。1930年に初めて開催されたワールドカップにアメリカ代表として出場した。パテナウデはワールドカップで初めてハットトリックを記録した選手でもある。パラグアイ戦でアメリカが3対0で勝利したときの全得点を決めた。
1940年代、ポンタ・デルガダS.C.国内最強のアマチュア・チームとなった。1947年、このチーム自体がアメリカ代表となり、北アメリカサッカー選手権に出場した。1950年ワールドカップには、このチームからエド・スーザとジョン・スーザが出場し、イングランドを1対0に破った試合に貢献した。
2011年1月18日、アンドリュー・スーザがニューイングランド・レボリューションにドラフトされ、メジャーリーグサッカーで初めてプレイするフォールリバー出身者となった。

## 見どころ

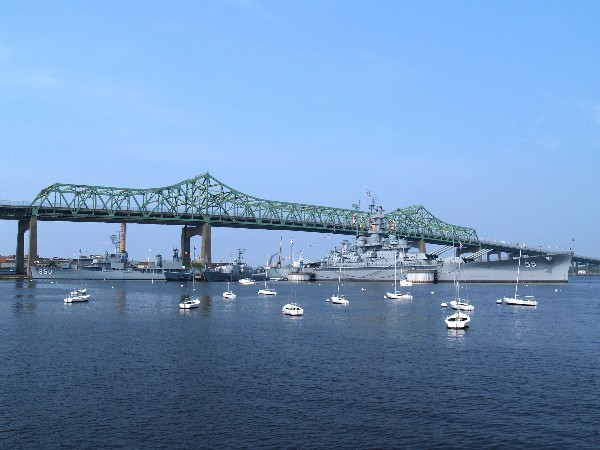
戦艦入江

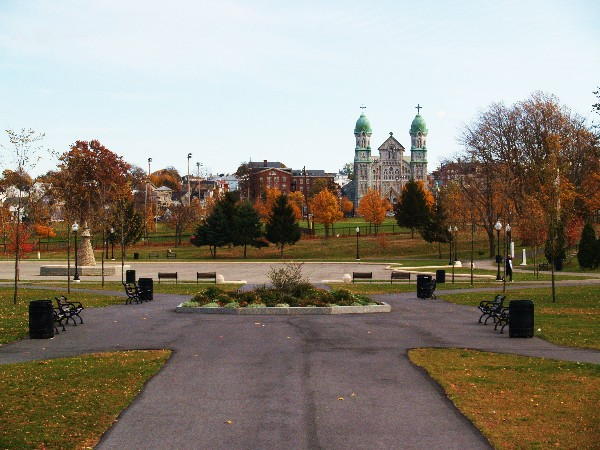
ケネディ公園

- 戦艦入江、世界最大の歴史的軍艦展示、戦艦マサチューセッツがある
- 歴史あるリンカーン公園回転木馬[36] - 1920年の回転木馬を改修、戦艦入江にある
- フォールリバー・ヘリテージ州立公園、フォールリバー水際の中心
- オールドコロニー・アンド・フォールリバー鉄道博物館[37]
- コロンビア通り（ポルトガル系アメリカ人の街）
- マリーン博物館フォールリバー
- フリータウン・フォールリバー州有林
- ニューハーバー・モール、旗艦店がウォルマートとKマートであることで国内唯一のモールだった。近年ウォルマートが店舗を他に移したので、モール自体の将来は不明である
- フォールリバー歴史協会[38]
- ケネディ公園、ノース公園、ラグルズ公園、全てフレデリック・ロー・オルムステッドがデザインした
- 第一会衆派教会[39]
- セントアンズ教会と祭壇[40]
- ナロウズ芸術センター[41]
- フォールリバーYMCA[42]
- 歴史あるハイランズと邸宅群、1800年代のもの
- リジー・ボーデン・ベッド・アンド・ブレックファスト博物館、1892年にボーデン殺人事件が起こった場所（未解決）
- "メイプルクロフト"、ハイランズ地区にあり、リジー・ボーデンとその姉妹エマが1894年に購入した。エマは1905年にフォールリバーを離れたが、この14室あるアン女王様式邸宅はリジーの死までその居宅であり、その簡単な葬儀が行われた[43]
- オークグローブ墓地、リジー・ボーデンやボーデン殺人事件の犠牲者など、著名な住人の墓がある

## 著名な出身者
- リジー・ボーデン（1860年-1927年）、1892年に父と義母殺害容疑で裁判に掛けられ、無罪となった。市内のオークグローブ墓地に父、義母、その他肉親と共に埋葬されている。
- ジョージ・ステファノプロス、ABCテレビの報道番組グッド・モーニング・アメリカのホスト
- ブランドン・ゴームス、メジャーリーグベースボール選手